# كارل دالي
كارل دالي (بالإنجليزية: Carl Dale)‏ (29 أبريل 1966 في المملكة المتحدة - ) هو لاعب كرة قدم بريطاني في مركز الهجوم. لعب مع كارديف سيتي ونادي بانغور سيتي ونادي ريل ونيوبورت كونتي ويوفل تاون ونادي تشستر سيتي وConwy Borough F.C. ‏.

## وصلات خارجية
- كارل دالي على موقع قاعدة بيانات كرة القدم.إي يو (الإنجليزية)
- كارل دالي على موقع Soccerbase.com (لاعب) (الإنجليزية)